# Pay-U-Way
Pay-U-Way är en klan i Liberia.   Den ligger i regionen Grand Bassa County, i den centrala delen av landet, 150 km öster om huvudstaden Monrovia.